# Containerterminal Altenwerder

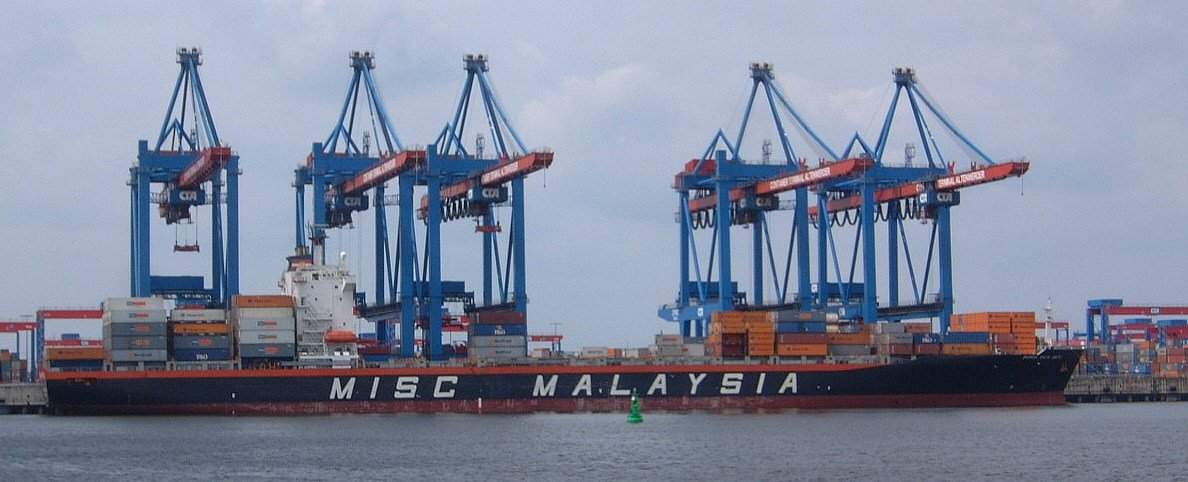
Das Schiff Bunga Raya Satu am CTA (2004). Das Foto zeigt fünf der insgesamt 15 Containerbrücken des CTA. (MISC = Malaysia International Shipping Corporation)

Der HHLA Container Terminal Altenwerder (CTA) mit dem 1.400 Meter langen Ballinkai im Stadtteil Altenwerder von Hamburg ist seit seiner Eröffnung im Jahr 2002 einer der weltweit modernsten Containerterminals.
Er gehört der Hamburger Hafen und Logistik AG (HHLA) (74,9 %) und der Hapag-Lloyd AG (25,1 %) und befindet sich am Köhlbrand, einem Seitenarm der Elbe, zwischen Kattwykbrücken und Köhlbrandbrücke. Der CTA ist neben dem Eurogate-Containerterminal Hamburg (CTH), dem HHLA Containerterminal Burchardkai (CTB) und dem HHLA Containerterminal Tollerort (CTT) einer von derzeit vier Containerterminals im Hamburger Hafen.
Der CTA hat auch einen eigenen Containerbahnhof für den kombinierten Verkehr, den Kombi-Transeuropa Terminal Hamburg (KTH). Auf neun parallelen, je 700 Meter langen Gleisen werden Ganzzüge von vier Portalkränen mit Drehwerkkatzen abgefertigt. Direkt daneben ist ein Güterverkehrszentrum entstanden, das den Bahnhof ebenfalls nutzen kann.

## Allgemein
Der Terminal breitet sich auf einer Fläche von 1,1 Quadratkilometer aus und ist in der Endausbaustufe auf den Umschlag von etwa 3 Mio. TEU jährlich ausgelegt. Derzeit beträgt die Kapazität 2,4 Mio. TEU.
An der östlich gelegenen, 1400 m langen Kaimauer des CTA können gleichzeitig bis zu vier Großcontainerschiffe, auch Postpanamax-Schiffe, beladen und gelöscht werden. Der Tiefgang an den Liegeplätzen beträgt 16,7 m, die Kaimauer hat eine Höhe von 7,5 m ü. NHN. 
Insgesamt wurden 12 Millionen m³ Sand aufgeschüttet, wodurch eine Höhendifferenz zwischen Kaikante und Elbgrund von 24 m entstand.
Den größten Teil der Umschlagfläche nimmt das mittige Containerlager mit einem Fassungsvermögen von 30.000 TEU ein, davon 2040 mit Anschlüssen für Kühlcontainer („Reefer“). Das Lager wird von 26 Kranpaaren und 86 Fahrerlosen Transportfahrzeugen (Automated Guided Vehicle, AGV) bedient.
Den Westteil des CTA bilden die Übergabestationen für Lkw sowie der eigens erbaute Bahnhof mit sieben Gleisen, die eine Abfertigung von kompletten Zügen ermöglichen. Seit 2016 wird an der Sanierung und Erweiterung der Anlage um zwei Gleise mit einer zusätzlichen Kapazität von etwa 140.000 TEU auf dann 930.000 TEU gearbeitet. Im Jahr 2015 wurden hier 769.000 TEU umgeschlagen (2014: 785.000 TEU; 2013: 813.000 TEU).
Die Besonderheit des Terminals ist der fast vollautomatisierte Ablauf. Die Container werden praktisch nur über die Kaimauer und den Straßenrand mit menschlicher Steuerung befördert; sämtliche Kräne und Transportfahrzeuge des dazwischen liegenden Containerlagers werden von einem Zentralrechner automatisch gesteuert.

## Planung und Bau

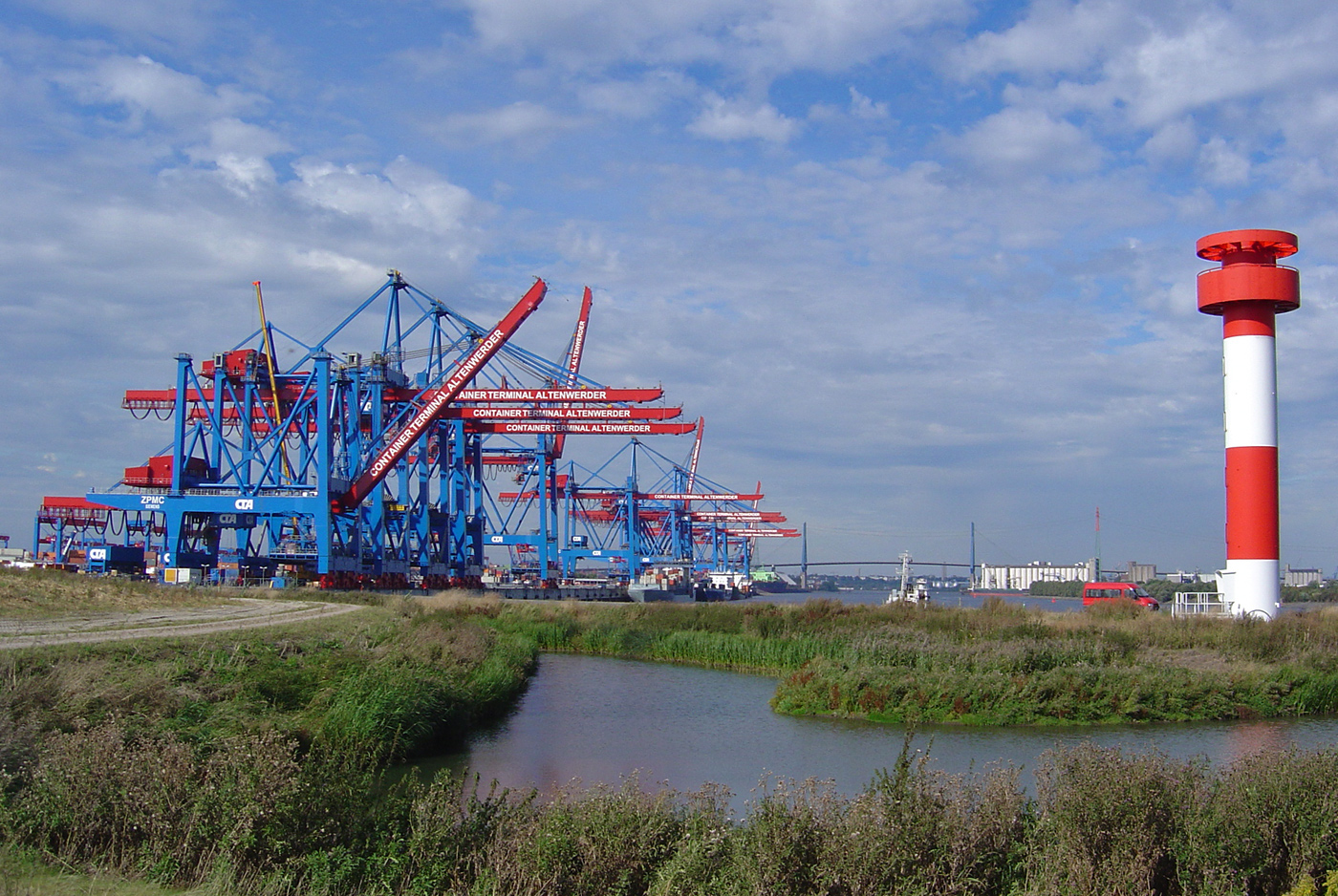
Der Terminal im September 2004

Der Terminal befindet sich auf dem Gebiet des ehemaligen Fischerdorfes Altenwerder. Der Bau, oder genauer: die Hafenerweiterung, wurde schon in den 1950er Jahren von der Hamburger Bürgerschaft beschlossen, noch bevor Container zum Massentransportmittel wurden. Um 1960 begann die Stadt Hamburg, Grundstücke aufzukaufen; zwischen 1973 und 1978 wurden sogar Enteignungen angekündigt. Gebäude auf den übernommenen Grundstücken wurden sofort nach Vertragsunterzeichnung abgerissen. 1998 gaben die letzten Bewohner, zermürbt und unter Protest, auf.
Lange Zeit war das Areal für die Erweiterung des angrenzenden Hansaports vorgesehen. In den 1970er Jahren stagnierte die Wirtschaftsentwicklung (zwei Ölkrisen, Krise in der Montanindustrie vieler Industrieländer (Kohlekrise, Stahlkrise), Stagflation, Eurosklerose) und blieb damit hinter den hohen Prognosen der 1960er Jahre zurück. Die Erweiterungspläne wurden schließlich aufgegeben. Die Entsiedelung des Dorfes wurde dennoch fortgesetzt, so dass für die später erfolgte Planung des Containerterminals dann bereits eine Flächenreserve vorhanden war. Geblieben ist vom Dorf lediglich St. Gertrud (Hamburg-Altenwerder).
| 1997           | Beginn der Aufspülungsarbeiten                                               |
| 1997, Oktober  | Zusage über den Betrieb des CTA von der HHLA                                 |
| 1998, Mai      | Räumung der letzten Häuser                                                   |
| 1999, Mai      | Erster Rammschlag für die Kaimauer                                           |
| 2000, Juli     | Beginn der Tiefbauarbeiten, aus dem Bodenaushub entstand der Moorburger Berg |
| 2001, August   | Bezug des Betriebsgebäudes und der Werkstatt                                 |
| 2001, Oktober  | Beginn der Gesamtinbetriebnahme                                              |
| 2002, Juni     | Wirtschaftliche Inbetriebnahme des 1. Bauabschnitts                          |
| 2003, November | Inbetriebnahme des 3. Liegeplatzes                                           |
| 2004, Juli     | Inbetriebnahme des 2. Bauabschnitts                                          |

Die am CTA installierten Super-Panamax-Containerbrücken wurden bei Shanghai Zhenhua Port Machinery hergestellt. Ein Spezialschiff brachte die 2000 Tonnen schweren Brücken auf dem Seeweg nach Hamburg. Eine der größten Herausforderungen bei der Terminalplanung und dessen Bau war die Entwicklung komplexer Steuerungs- und Überwachungssysteme für die zahlreichen automatisierten Abläufe.

## Der Weg eines Containers durch den CTA
Das Schiff legt an einem der vier Liegeplätze an. Eine der 14 Zweikatz-Containerbrücken nimmt sich des Containers an. Zunächst transportiert der Kranführer in der Hauptkatze ihn auf die Laschplattform der Brücke, wo Lascharbeiter die Verbindungen des Containers, die Twistlocks, entfernen. Der vollautomatische Umschlag beginnt, nachdem eine weitere Person, die in der Brückenaufsichtskabine sitzt, den Container gesichtet, überprüft und ins EDV-System eingetragen hat. Sobald sich eines der 86 automatisierten Fahrzeuge (AGV) auf der Landseite der Brücke bereitgestellt hat, lädt die Portalkatze den Container automatisch um. Durch ein im Boden eingelassenes, aus etwa 10.000 Punkten bestehendes Transponder-Netzwerk finden die führerlosen AGV ihren Weg zum per Funk übermittelten Bestimmungsort. Die Fläche, auf der die AGV fahren, ist zur Sicherheit für Personen gesperrt.
Das AGV parkt vor einem der 26 Lagerblöcke (16.000 Container), wo ein Portalkranpaar (Double Rail Mounted Gantry – DRMG) den Container zur Zwischenlagerung ablädt. Jeder Block umfasst 10 Reihen à 37 TEU-Plätze; an jedem Platz können vier – in den Außenreihen fünf – Container gestapelt werden. Das DRMG besteht aus zwei unabhängig voneinander arbeitenden Kränen, so dass gleichzeitig die Wasserseite mit den AGV und die gegenüberliegende Seite mit Eisenbahn und Lkw bedient werden können. Durch ihre unterschiedliche Größe können beide Kräne simultan über den gesamten Block arbeiten, der kleinere Kran fährt mit oder ohne Container einfach unter dem größeren durch, solange der keinen Container trägt. Fällt einer der beiden aus, kann der Betrieb des jeweiligen Blockes immer noch durch den zweiten Kran aufrechterhalten werden.
Auf der Rückseite der 26 Lagerblöcke befinden sich jeweils drei Spuren für die Abfertigung terminaleigener AGVs und vier Spuren für Lkw.
Für die Be- und Entladung der Lkws werden die Portalkräne manuell von Fernsteuererplätzen im Betriebsgebäude gesteuert; die Abfertigung der terminalinternen AGVs erfolgt automatisiert.
Ab diesem Zeitpunkt trennen sich die Transportwege: Soll der Container per Lkw weitertransportiert werden, verbleibt er auf dem Chassis. Wenn der Container zum Transport auf dem Lkw gedreht werden muss (Türen nach vorne – aus Sicherheitsgründen oder bei Transport von zwei 20-Fuß-Containern), geschieht dies auf dem Container-Drehplatz am südlichen Ende des Terminals. Für einen Transport per Eisenbahn wird der Container mit einer Zugmaschine zum Bahnhof gefahren. Dort angekommen wird er von einem der vier manuell gesteuerten Bahnkräne, die mit Drehkatzen ausgerüstet sind, auf einen Waggon verladen. Den Transfer vom Lager zu den Gleisen übernehmen terminal-eigene Zugmaschinen mit Auflieger. Von Datenfunkterminals erhalten die Fahrer der Zugmaschinen ihre Fahraufträge innerhalb des CTA.
Vor dem Verlassen des CTA, auf dem Schienenweg oder der Straße, erfolgt eventuell noch eine Kontrolle des Containers durch den Zoll.
Durch die Möglichkeit der Feederverkehre können große Mengen an Ladung mit kleineren Schiffen bis 1000 TEU (20-Fuß-Container) z. B. in den Ostseeraum an- oder abtransportiert werden.

## Personalbedarf
Menschen sind nur abschnittsweise am Umschlag der Container beteiligt. Die Anlage ist weitgehend automatisiert; sie gilt als die modernste der Welt.
Nach dem Endausbau werden rund 700 Menschen auf dem CTA beschäftigt sein, davon 80 Personen in der Verwaltung (Controlling, Sachbearbeiter, Sekretariat usw.), 310 Mitarbeiter im wasserseitigen und landseitigen Umschlag sowie 33 Angestellte beim Zoll.
Das Instandhaltungspersonal – etwa 120 Personen – wird von der Tochtergesellschaft SCA (Service Center Altenwerder) gestellt.
Eine Tochtergesellschaft der HHLA, die HCCR (Hamburger Container- und Chassis-Reparatur), übernimmt mit 90 Mitarbeitern die Kühlcontainer-Bedienung, das CTA-Leerlager sowie die Containerreparatur. Die übrigen 80 Beschäftigten sind Fremddienstleister (Lascher etc.).
Der hohe Automatisierungsgrad verlangt gut ausgebildete Mitarbeiter zur Überwachung der Abläufe und zur Systembedienung. Die Anlage ist vergleichsweise kapitalintensiv.

## Zollabwicklung
Der CTA ist ein Seezollhafen, er lag anfangs außerhalb des bis Ende 2012 existierenden Hamburger Freihafens. Aus diesem Grunde wurde die Zollabteilung eingerichtet, die den Zoll über alle zollrelevanten Warenbewegungen im Terminal informiert. Eine schnelle Warenabwicklung wird durch Datenkommunikation gewährleistet, durch die der Zoll bereits vor Ankunft des Schiffes Warendaten überprüfen kann und schon im Voraus mögliche Maßnahmen ergreifen kann.

## Equipment

### Containerbrücken

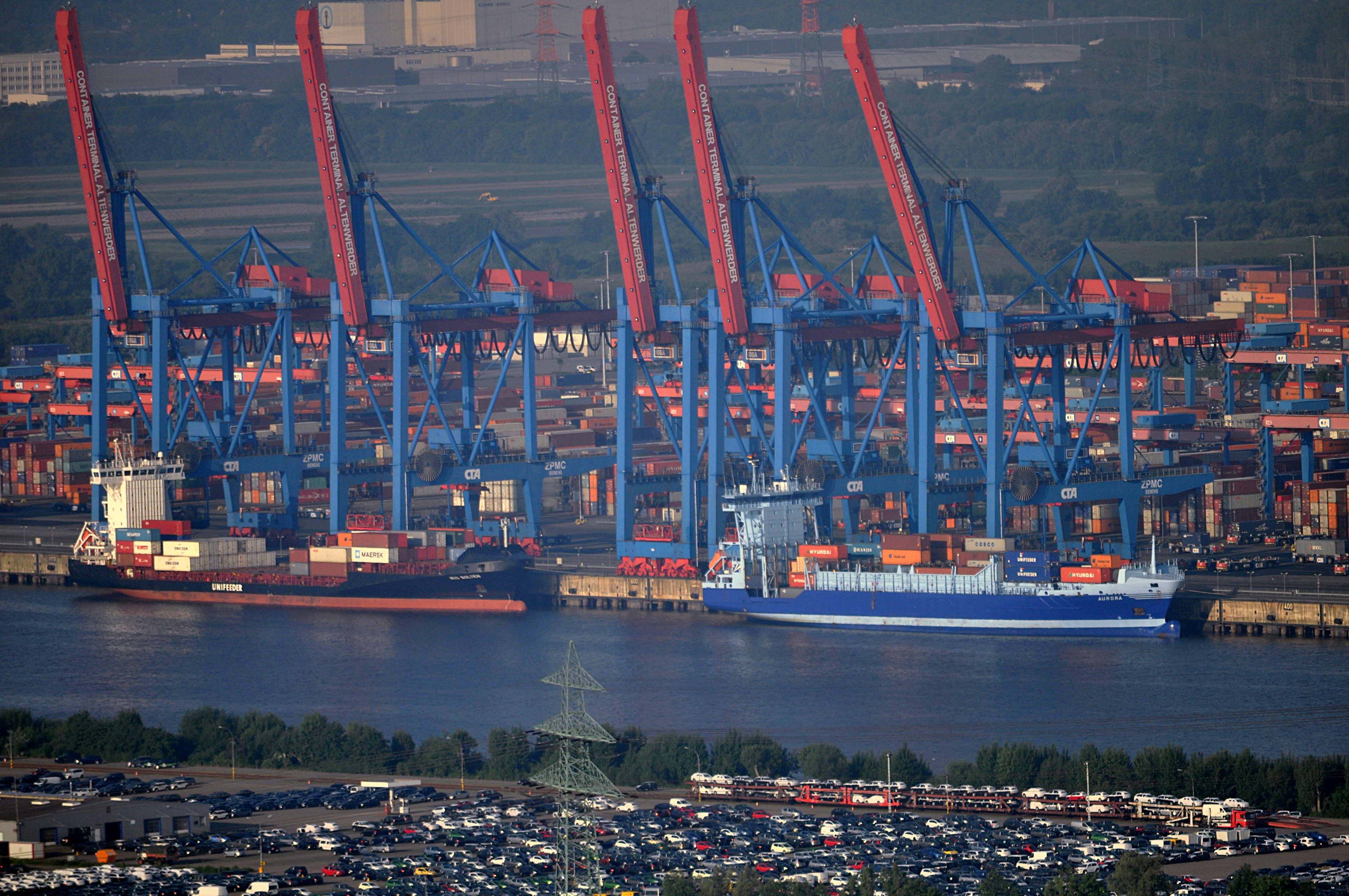
Zwei Feederschiffe vor den Containerbrücken (Juni 2013)

Vierzehn Super-Post-Panamax-Brücken mit Zweikatzbetrieb bedienen die ankommenden Schiffe. Die Hauptkatze übernimmt den teilautomatisierten Transport vom Schiff auf die Laschplattform, die sich mittig auf der Brücke befindet. Die Portalkatze befördert den Container vollautomatisch von dort (Laschplattform) auf ein Fahrerloses Transportfahrzeug (AGV).

#### Technische Daten
- Höhe der Ausleger: ca. 110 m
- Hubhöhe über Kranschiene: 38,5 m
- Senktiefe unter Kranschiene: 23 m
- nutzbare wasserseitige Ausladung: 61 m (22 Containerreihen)
- Nennlast an den Seilrollenblöcken: 63 t
- Eigengewicht: ca. 2000 t

### Feeder-Containerbrücken
Der CTA hat einen Liegeplatz mit einer Standard-Containerbrücke, die den Umschlag für Feederschiffe übernimmt. Diese Brücke ist deutlich kleiner und hat nur eine Katze. Die Abfertigung der Feederschiffe verläuft durch eine geringere Hubhöhe der Brücke schneller.

#### Technische Daten
- Hubhöhe über Kranschiene: 19,8 m
- Senktiefe unter Kranschiene: 20 m
- nutzbare wasserseitige Ausladung: 28 m (8 Containerreihen)
- nutzbare landseitige Ausladung: 8,5 m
- Nennlast an den Seilrollenblöcken: 63 t

### Automated Guided Vehicles (AGV)

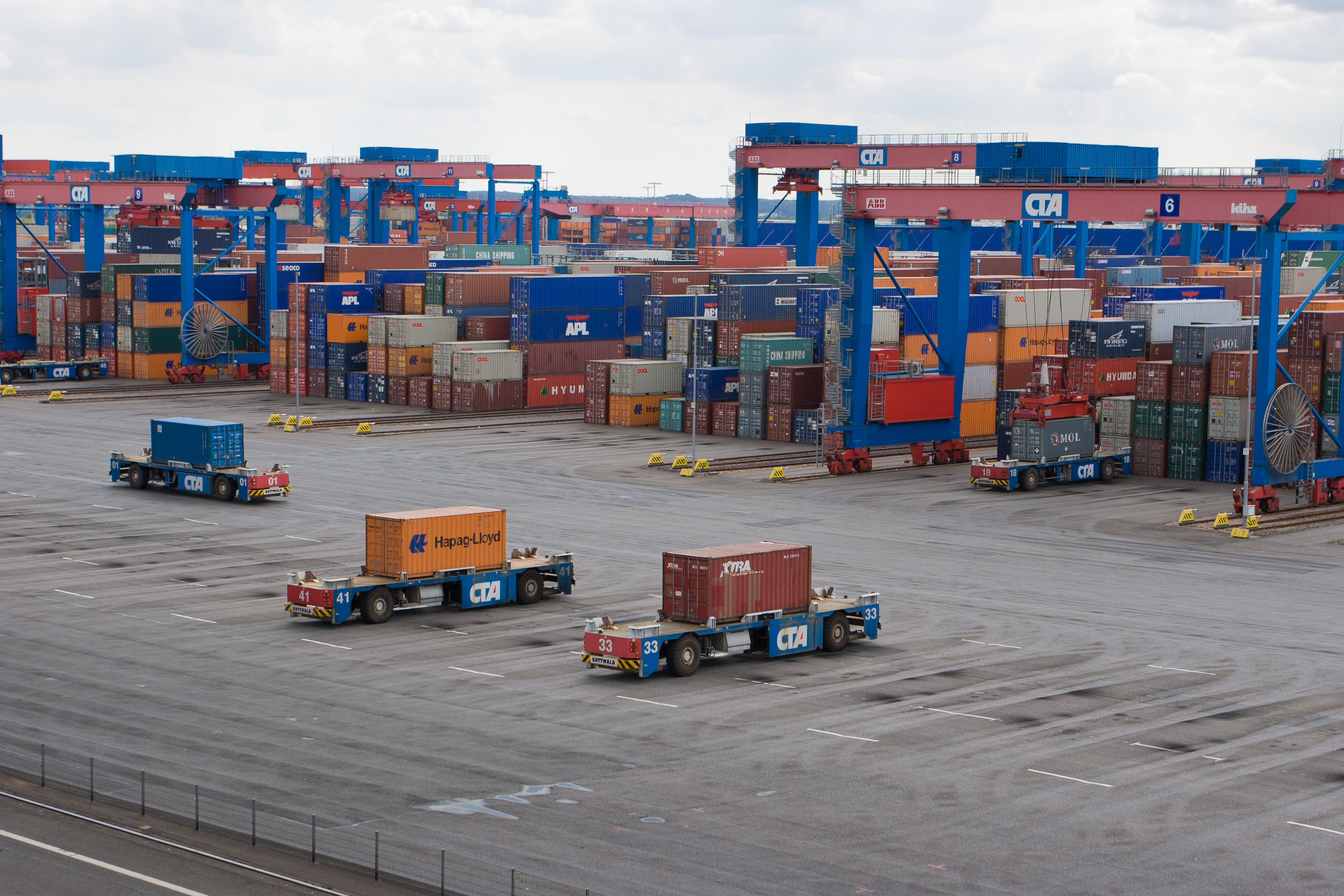
Drei AGV vor einigen DRMG

Die AGV (Fahrerloses Transportfahrzeug) werden für fahrerlosen Transport zwischen den Brücken und dem Containerlager eingesetzt. Die AGV-Verkehrsfläche ist ca. 1.400 m lang und 100 m breit. Hersteller dieser Fahrzeuge ist die Firma Gottwald Port Technology, ein Tochterunternehmen der Demag Cranes, die 2011 auch zwei Batterie-AGV zur Erprobung beim CTA lieferte.
Zurzeit sind zwei AGV-Varianten im Einsatz:

AGV 01-53, dieselhydraulischer Antrieb

AGV 54-84, dieselelektrischer Antrieb, AGV 58 und 72 zusätzlich mit Blue Tec
Zwei der AGV mit dieselelektrischem Antrieb wurden zu Fahrzeugen mit reinem Batterie-elektrischem Antrieb umgebaut. Diese fahren zur Erprobung seit dem Frühjahr 2011. Der Batteriewechsel erfolgt automatisch in einer Batteriewechselstation (BWS). Dort wird je ein Ersatz-Akku-Pack geladen, wobei sich der zweite im Fahrzeug befindet.
Seit 2018 sind AGV mit Lithium-Ionen-Antrieb im Einsatz. Bis Ende 2022 wird die knapp 100 AGVs umfassende Flotte komplett auf Lithium-Ionen-Batterieantrieb umgestellt und es werden insgesamt 18 Stromtankstellen installiert. Die AGV werden in ca. 1,5 Stunden komplett mit Ökostrom aufgeladen, ein Batteriewechsel entfällt.

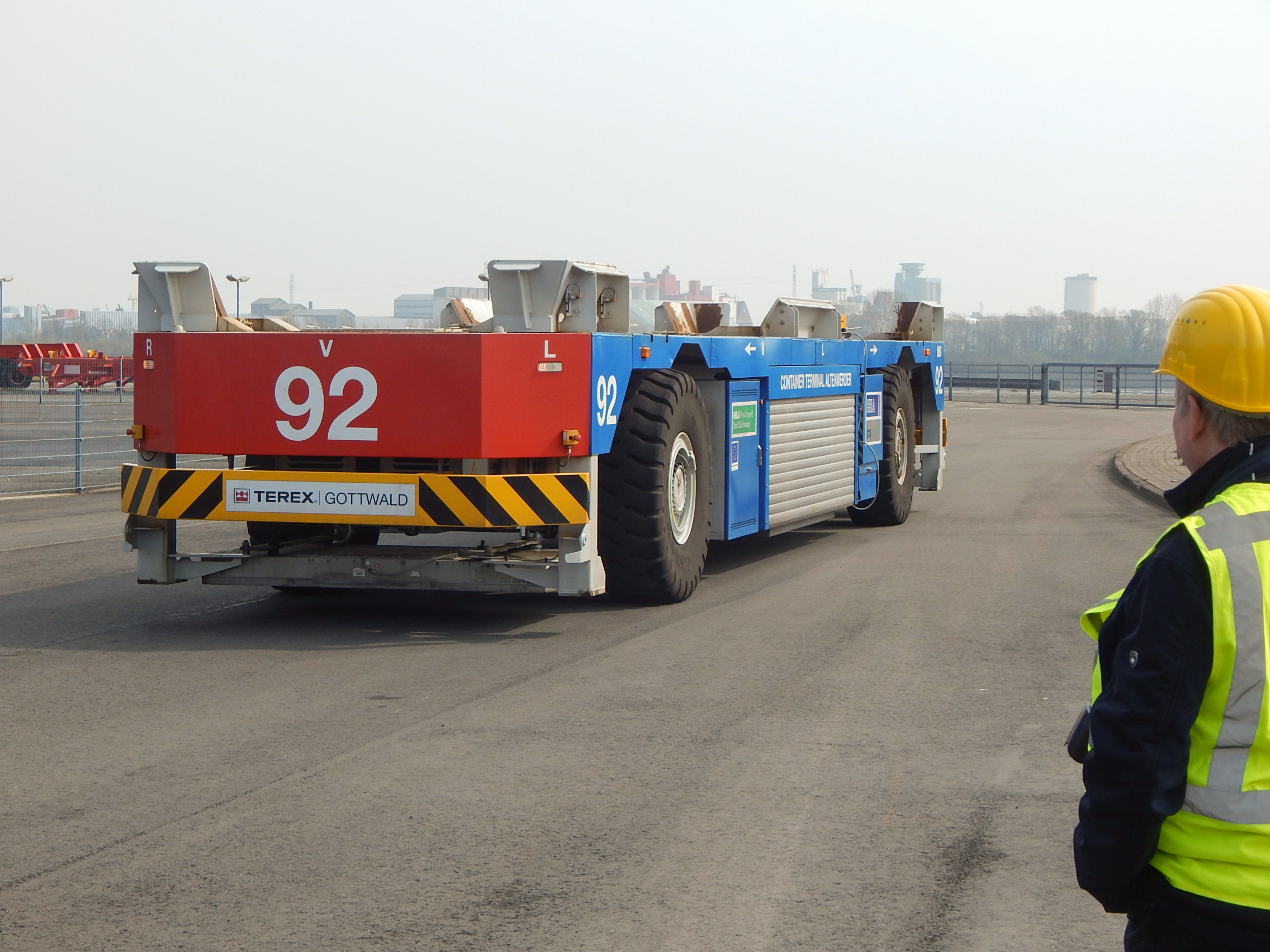
Vorstellung Lithium-Ionen-AGV beim CTA

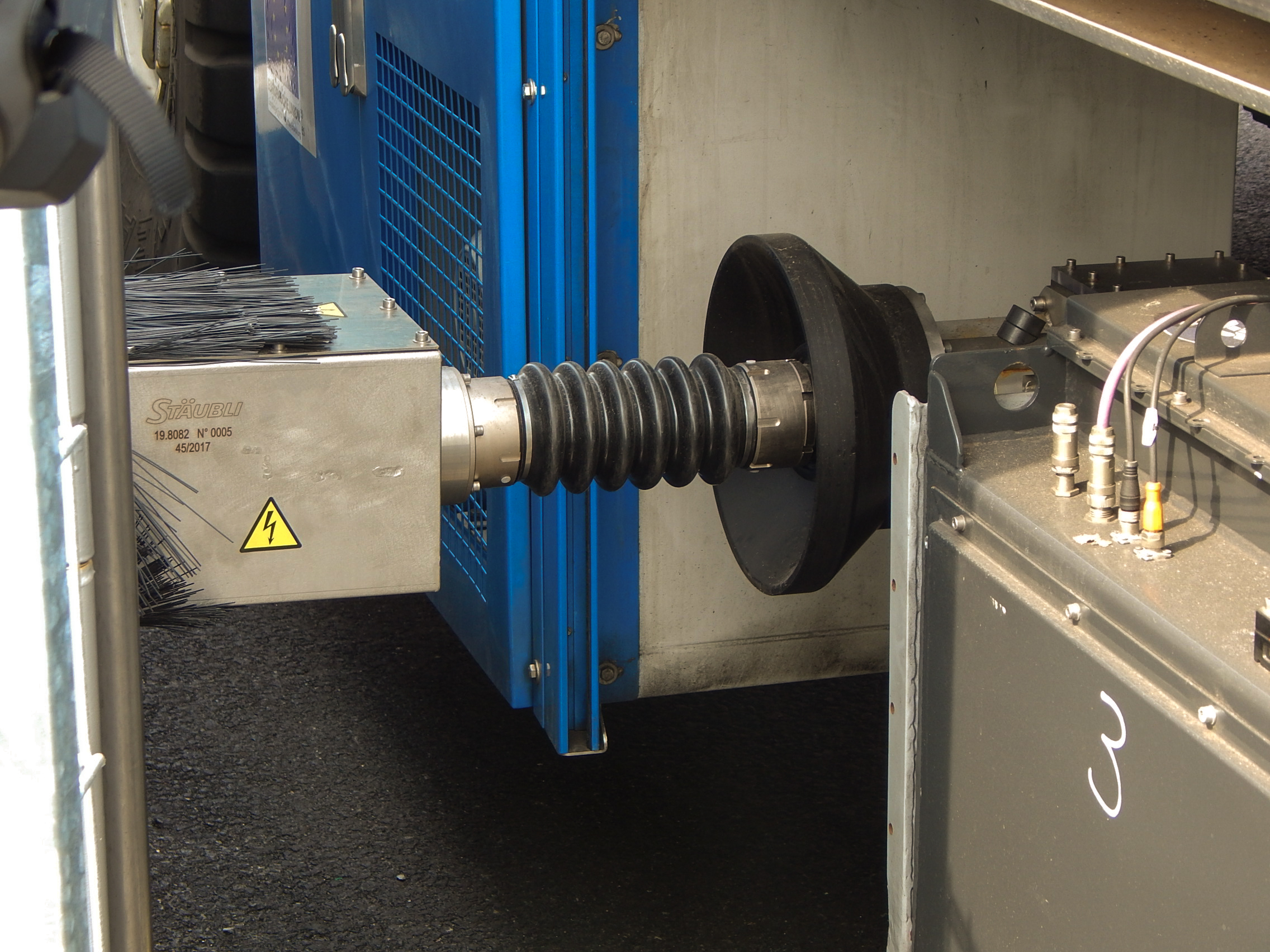
Aufladung der Lithium-Ionen-Batterie an der Stromtankstelle

#### Motordaten AGV 01-53
- Hersteller: Daimler-Benz
- Antrieb: dieselhydraulisch
- Leistung: 260 kW
- Tank: 1200 L
- Fahrzeit (bei vollem Tank): ca. 48 Std.
- Hubraum: 12 L
- Zylinder: V 6
- Kraftstoffverbrauch: ca. 15–20 L/h

#### Motordaten AGV 54-84
- Hersteller: Volvo
- Antrieb: dieselelektrisch
- Leistung: ca. 260 kW
- Tank: 1200 L
- Fahrzeit (bei vollem Tank): ca. 55 Std.
- Hubraum: 12 L
- Zylinder: 6 in Reihe
- Kraftstoffverbrauch: ca. 12–16 L/h

### Double Rail Mounted Gantry Cranes (DRMG)
Die automatisch betriebenen Kräne bedienen die Lagerblöcke auf Schienen. Je zwei bedienen einen Lagerblock. Durch ihre unterschiedlichen Höhen können sie unabhängig voneinander einen Block bedienen. Dazu fahren die Kräne unter- bzw. übereinander her.

#### Technische Daten
- Fahrwerkslänge: 15 m
- Tragfähigkeit: 42 t

|                 | großer Kran | kleiner Kran |
| Portalspurweite | 40 m        | 31 m         |
| Höhe            | 27 m        | 22 m         |
| Hubhöhe         | 21,5 m      | 15,5 m       |
| Eigengewicht    | ca. 310 t   | ca. 250 t    |

### Bahnkräne
Zum Be-/Entladen der Bahnwaggons auf den neun parallel liegenden Gleisen des Kombi-Transeuropa Terminals Hamburg (KTH) stehen vier Portalkräne zur Verfügung.
Neben 20’-, 30’-, 40’- und 45’-Containern können auch Wechselbehälter und Sattelauflieger umgeschlagen werden.

#### Technische Daten
- Ausladung Lagerseite: 15,5 m
- Ausladung KLV-Seite: 18,3 m
- Höhe: 24,6 m
- Tragfähigkeit: 42,8 t
- Eigengewicht: ca. 500 t

### Steuerungssoftware
Ein neues Betriebskonzept wurde eigens für die komplexen Abläufe der Großgeräte und deren Kommunikation erstellt. Für die Geräte- und Transportsteuerung wurden Programme entwickelt, die eine Echtzeitoptimierung für alle Transportvorgänge im Terminal erlauben.
Den Kern der Software stellt die Terminalsteuerungssoftware dar. Sie integriert die einzelnen Softwarekomponenten, meist bewährte Computerprogramme.
Die Software wurde in Java realisiert. Während der laufenden Inbetriebnahme wurden die Softwarepakete ins System integriert und im Realbetrieb auf Herz und Nieren geprüft.
Die Software gliedert sich in mehrere Bereiche:
Eigenentwicklungen der HHLA (auf Sun-Solaris-Servern)
- Common (JMS: SwiftMQ)
- CBS (ContainerBasisSystem, Java)
- ATLS (Automatik Terminal Logistik System)
- CBS (ContainerBasisSystem, InterSystems Caché, VMS Alpha)

Kaufsysteme:
- AGV-Managementsystem (Fa. TBA (ex Gottwald Port Technology), Suse Linux 10)
- HTLS (Hinterland Terminal Logistik System, INFORM SyncroTESS, Sun Solaris)
- FMDS (Fehler-Melde- und Diagnose-System (gluIT), Microsoft Windows )
- SPARCS (NAVIS) Microsoft Windows
- GOS (Gate Operating System (CAMCO)) Microsoft Windows